# 分枝 (生物学)

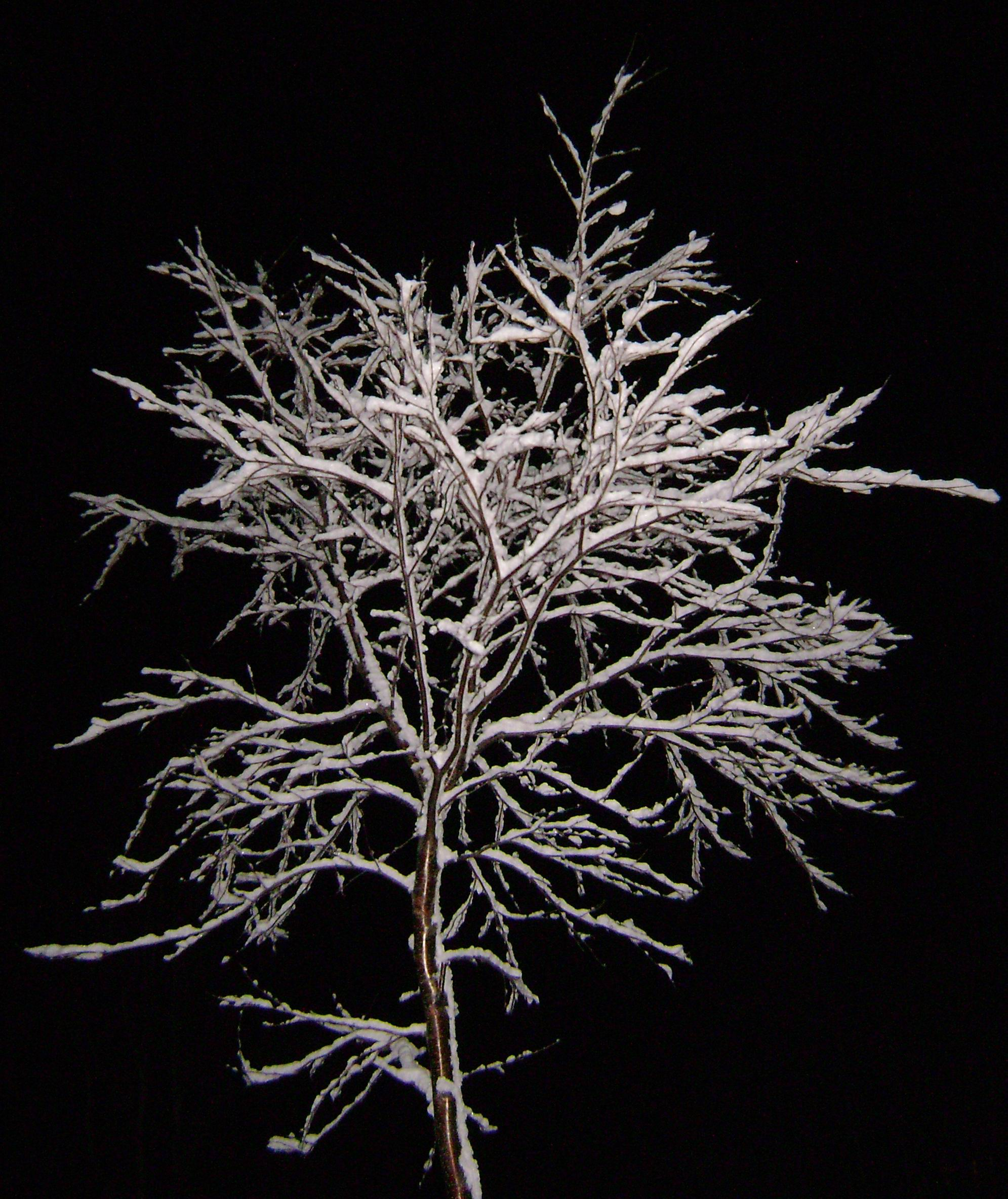

分枝（ぶんし、独: Ast,、仏: branche、英: branch、英: branching）とは、「枝分かれ」することであり、本来は植物の茎が先端に向けて伸長成長する際に、その先端の数を増やす現象である。あるいはそれによって生じる枝分かれした茎、及びその様子のことである。また、その延長として先端成長する構造においての同様の現象をさす。菌類の菌糸、サンゴの群体等にも適用される。

## 分枝の形
一般的にいえば、分枝を生じるのは次の二つの場合である。
- 先端の成長する部分が分裂等によって数を増やす場合。
- 成長する先端より下の方の側面から新たに成長の先端が生じる場合。

前者の場合において、分かれる成長部分が同等のものであれば、枝の形は二叉になり、そのような枝分かれの事を二叉分枝という。それに対して、主たる成長部分がはっきりしており、これに対して大きさに差がある横枝を出す場合、主軸と側枝の区別が生じ、これを単軸状分枝という。一般的な感覚では単軸状の方が普通なように見えるが、多くの場合、二叉分枝の方が原始的な形であると考えられている。つまり、大きさに差がない分裂によって分枝が生じる段階から、主軸が区別できる形が進化して来たと考える。この様な判断は、維管束植物の枝や葉脈、あるいは糸状の藻類、菌類の菌糸などでも行なわれる。維管束植物の場合、もともとは茎や葉の区別は存在せず、二叉分枝した枝のみであったと考え、それらの変形で現在見られる様々な形態のものができたとするテローム説があり、ほぼ定説とされている。
なお、植物の分枝には、同一箇所から三つに分かれる三出（さんしゅつ）、水平により多数に分かれる掌状（しょうじょう）等もあるが、それらはこのような分枝から二次的に派生したものと見なされることが多い。
この他に、先端が成長を止め、やや下側から側方に新たに成長する先端が生じる、という型もあり、この結果生じる分枝のことは仮軸状分枝という。

## 種子植物の場合
茎の先端の成長点で細胞分裂が行われ、それによって茎は伸長する。茎に着く葉の基部の上側には芽が用意されている。この芽が伸びれば枝が生じる。したがって、葉の着き方と枝ので型は共通する傾向があり、葉が対生する植物は枝も対生する。花のつく枝の分枝の事を花序と言う。
一般に、先端の成長点が活動を続ける間は、この芽の活動が抑えられる。これを頂芽優勢という。これは、先端の部分で生産されるオーキシンが側芽の活動を抑制するためと考えられている。頂芽が損傷等によって活動しなくなった場合には側芽が活動を始める。
なお、天狗巣病は病気の部分の枝が短い間に多数の分枝をおこなうものである。

## 進化的意味
糸状の構造を持つ生物の場合、分枝は最も簡単な分化のあり方であり得る。つまり、原始的な生物では分枝は存在せず、進化の過程で「分枝」という新たな形質が生み出された、と考えるべきである。たとえば藻類の場合、分枝があるかどうかはけっこう重要な分類上の形質である。藍藻類は糸状の多細胞体に発達するものがあるが、決して分枝を行わない。分枝に見えるものも、仔細に見ると単純な糸状構造が組み合わさって見かけ上は分枝があるように見える、というものである。真核藻類においても、たとえばアオミドロは決して分枝を作らない。

## 先端成長によらない例
アミミドロは二叉分枝によって網状の構造が作られているように見えるが、実はこれは先端で分枝を生じて作られたものではない。この藻の場合、親細胞の内部に生じた多数の細胞が、そのまま網状に配列して群体を形成する。

## 血管や神経の場合
血管や神経は、1本から何本も分かれることで筋肉や臓器に分布し栄養したり、動かしたりする。